# Листопадове повстання 1917 (Київ)
Листопа́дове повста́ння — спроба повалення Української Центральної Ради в Києві силами Київського військово-революційного комітету більшовиків. Планувалася на ранок 30 листопада (12 грудня) 1917 року. Закінчилася роззброєнням більшовицьких частин в ніч з 29 листопада (11 грудня) на 30 листопада (12 грудня) року українськими військами.

## Опис
Після проголошення УНР конфронтація між Центральною Радою та Радою народних комісарів Росії швидко наростала. Більшовики Києва вели агітацію проти українського уряду. Вони сформували Київський військово-революційний комітет на чолі з киянином-більшовиком Георгієм П'ятаковим, що розпочав підготовку до збройного повстання проти Центральної ради.
Комітет покладався на більшовизовані частини регулярної армії та загони червоної гвардії, дислоковані в Києві. Повстання було намічене на ранок 30 листопада (12 грудня) 1917 року. Використовуючи сценарій жовтневого перевороту в Петрограді, планувалося захопити мости через Дніпро, завод «Арсенал», Київський вокзал і телеграф. Повстання мусило успішно завершитися до відкриття Всеукраїнського з'їзду рад в Києві, рішеннями якого більшовики сподівалися закріпити свою владу.
Напередодні повстання Комітет передав Центральній Раді ультиматум, вимагаючи передати керівництво в Україні більшовикам. Український уряд завчасно довідався про підготовку заколоту й виявив більшовицькі осередки у військових частинах. Увечері 29 листопада (11 грудня) 1-ша українська сердюцька дивізія під командуванням Юрія Капкана оточила і на ранок наступного дня роззброїла сім тисяч вояків, що збиралися повстати.
Це були 3-й і 5-й авіаційні полки, понтонний і телеграфний батальйони, Перша запасна гірнича батарея і чотири артилерійські батареї, червона гвардія «Арсеналу» й інших заводів. Більшовики за ніч втратили цілу армію, що мала 10 батарей, 200 кулеметів, 2 броньовика, 6 літаків, 5 млн набоїв. Роззброєні солдати-росіяни були відправлені до Росії на ешелонах під охороною українських військ. Солдати-українці, що збиралися брати участь у більшовицькому заколоті, були демобілізовані.
Майже одночасно з цим з Південно-Західного фронту на Київ рушив збільшовизований 2-й гвардійський корпус під проводом Євгенії Бош. Український уряд наказав розібрати залізничні колії, блокувати ключові станції та роззброювати підозрілі військові частини. У районі Жмеринки більшовицький корпус перехопив 14-тисячний 1-й український корпус генерал-лейтенанта Павла Скоропадського, командувача усіма військами Правобережної України чисельністю у 20 тисяч вояків та 77 гармат. Більшовицькі сили було роззброєно і відправлено до Росії. Роззброєння інших частин проходило в десяти містах України. Ще в чотирьох містах були розпущені місцеві ради за підготовку до повстання.
Самостійницька політика Центральної Ради та протидія більшовикам загострили відносини з керівництвом Радянської Росії. 4 (17) грудня 1917 року воно надіслало ультиматум українському уряду, що став приводом для розгортання радянсько-української війни.